# 金继运
金继运（1950年11月29日—），男，河南范县人，中国植物营养学家，中国农业科学院土壤肥料研究所研究员，博士生导师。曾任中国植物营养与肥料学会理事长。